# Apsny (politická strana)
Apsny (abchazsky Аԥсны) je politická strana v Abcházii, jež vznikla původně v 90. letech 20. století coby sociální hnutí, v roce 2001 byla přetvořena v provládní republikánskou liberální stranu. V roce 2005 zanikla při sloučení s dalšími politickými stranami a hnutími do Fóra pro jednotnou Abcházii. Strana Apsny se osamostatnila a obnovila činnost v roce 2016.

## Dějiny

### Původní činnost (do 2005)
Strana Apsny byla původně založena v 90. letech 20. století jako sociální hnutí, ale v únoru 2001 bylo rozhodnuto, že se toto hnutí přetransformuje v plnohodnotnou politickou stranu. Na své ustavující schůzi členové nové strany zvolili za spolupředsedy ichtyoložku a poslankyni Abchazského lidového shromáždění Maju Agrbovou a Rušniho Džopvu. Dalším spolupředsedou a stranickým sekretářem pro exekutivu se stal Nugzar Agrba.
Během své existence tato strana působila jako provládní element za prezidentování Vladislava Ardzinby. Když se jeho mandát v roce 2004 chýlil ke konci, podporovala strana kandidaturu Raula Chadžimby do prezidentských voleb konaných v témže roce. Ty však vyhrála velmi těsně opozice a ve výsledku se po bouřích v ulicích musely v roce 2005 zopakovat, kdy vítězný Sergej Bagapš utvořil s Chadžimbou coby viceprezidentem koalici národní jednoty zabraňující rozkolu obyvatelstva. Krátce po konání opakovaných voleb dne 8. února 2005 tedy strana Apsny utvořila s dalšími jedenácti malými stranami a politickými hnutími novou stranu Fórum pro Jednotnou Abcházii, jež se na ustavující schůzi stylizovala jako neutrální, tedy ani provládní ani opoziční, ale pracující pro blaho obyvatel Abcházie. Apsny poté přestala jako samostatná strana existovat.

### Obnovení strany (od 2016)
Republikánská strana Apsny byla znovu oživena na svém novodobém ustavujícím sjezdu v prostorách hotelu Atrium dne 19. května 2016. Mezi hlavními účastníky sjezdu byli bývalý předseda strany Apsny z doby před sloučením Nugzar Agrba, bývalý místopředseda Strany ekonomického rozvoje Abcházie profesor Givi Gabnija a jako host i tehdejší viceprezident Abcházie Vitalij Gabnija, jenž však do strany kvůli vymezení své funkce v Ústavě Abcházie vstoupit nesměl. Obnovení činnosti strany podpořil svou osobní účastí i tehdejší prezident Abcházie Raul Chadžimba s tím, že rád vidí mladé lidi v politice a slova o jednotě přetavená v činy.
Dne 28. ledna 2019 byl na sjezdu strany zvolen novým předsedou bývalý viceprezident Abcházie Vitalij Gabnija.

## Seznam předsedů strany
- Maja Agrbová, Rušni Džopva, Nugzar Agrba (únor 2001 – 8. února 2005)
- Součást Fóra pro jednotnou Abcházii (2005 – 2016)
- Givi Gabnija (19. května 2016 – prosinec 2016) – dočasně
- Temur Nadaraja (prosinec 2016 – 14. července 2017)[7]
- Achra Aristava (13. října 2017 – 28. ledna 2019)[7]
- Vitalij Gabnija (od 28. ledna 2019)